# (6007) Billevans
(6007) Billevans ist ein Asteroid des Hauptgürtels, der am 28. Januar 1990 von den japanischen Astronomen Seiji Ueda und Hiroshi Kaneda an der Sternwarte Kushiro (IAU-Code 399) in der Unterpräfektur Kushiro auf der japanischen Insel Hokkaidō entdeckt wurde.
Der Asteroid wurde am 15. Dezember 2005 nach dem US-amerikanischen Jazzpianisten und Komponisten Bill Evans (1929–1980) benannt, der eine der einflussreichsten Persönlichkeiten des Modern Jazz und stilbildend für eine ganze Generation von Musikern war.